# Brognard
Ne doit pas être confondu avec Brongniart.
Brognard est une commune française située dans le département du Doubs, la région culturelle et historique de Franche-Comté et la région administrative Bourgogne-Franche-Comté.
Elle est principalement connue à l'échelle locale pour la base de loisirs (très fréquentée en été) qu'elle abrite. Ses habitants se nomment les Brognardais et Brognardaises.

## Géographie

### Communes limitrophes
|                       | Dambenois |           |
| Nommay Vieux-Charmont | Brognard  | Allenjoie |
|                       | Étupes    |           |

### Climat
Pour des articles plus généraux, voir Climat de la Bourgogne-Franche-Comté et Climat du Doubs.
En 2010, le climat de la commune est de type climat de montagne, selon une étude du Centre national de la recherche scientifique s'appuyant sur une série de données couvrant la période 1971-2000. En 2020, Météo-France publie une typologie des climats de la France métropolitaine dans laquelle la commune est exposée à un climat semi-continental et est dans la région climatique Vosges, caractérisée par une pluviométrie très élevée (1 500 à 2 000 mm/an) en toutes saisons et un hiver rude (moins de 1 °C).
Pour la période 1971-2000, la température annuelle moyenne est de 9,6 °C, avec une amplitude thermique annuelle de 17,4 °C. Le cumul annuel moyen de précipitations est de 1 152 mm, avec 12,3 jours de précipitations en janvier et 10,6 jours en juillet. Pour la période 1991-2020, la température moyenne annuelle observée sur la station météorologique de Météo-France la plus proche, « Dorans », sur la commune de Dorans à 7 km à vol d'oiseau, est de 10,9 °C et le cumul annuel moyen de précipitations est de 974,0 mm. 
La température maximale relevée sur cette station est de 38,1 °C, atteinte le 24 juillet 2019 ; la température minimale est de −16 °C, atteinte le 20 décembre 2009,,.
Les paramètres climatiques de la commune ont été estimés pour le milieu du siècle (2041-2070) selon différents scénarios d'émission de gaz à effet de serre à partir des nouvelles projections climatiques de référence DRIAS-2020. Ils sont consultables sur un site dédié publié par Météo-France en novembre 2022.

## Urbanisme

### Typologie
Au 1er janvier 2024, Brognard est catégorisée commune rurale à habitat dispersé, selon la nouvelle grille communale de densité à 7 niveaux définie par l'Insee en 2022.
Elle est située hors unité urbaine. Par ailleurs la commune fait partie de l'aire d'attraction de Montbéliard, dont elle est une commune de la couronne,. Cette aire, qui regroupe 137 communes, est catégorisée dans les aires de 50 000 à moins de 200 000 habitants,.

### Occupation des sols
L'occupation des sols de la commune, telle qu'elle ressort de la base de données européenne d’occupation biophysique des sols Corine Land Cover (CLC), est marquée par l'importance des territoires agricoles (46,7 % en 2018), en diminution par rapport à 1990 (73 %). La répartition détaillée en 2018 est la suivante : 
zones industrielles ou commerciales et réseaux de communication (31,2 %), prairies (28,9 %), terres arables (16,8 %), zones urbanisées (11,3 %), eaux continentales (10 %), zones agricoles hétérogènes (0,9 %), forêts (0,9 %). L'évolution de l’occupation des sols de la commune et de ses infrastructures peut être observée sur les différentes représentations cartographiques du territoire : la carte de Cassini (XVIIIe siècle), la carte d'état-major (1820-1866) et les cartes ou photos aériennes de l'IGN pour la période actuelle (1950 à aujourd'hui).

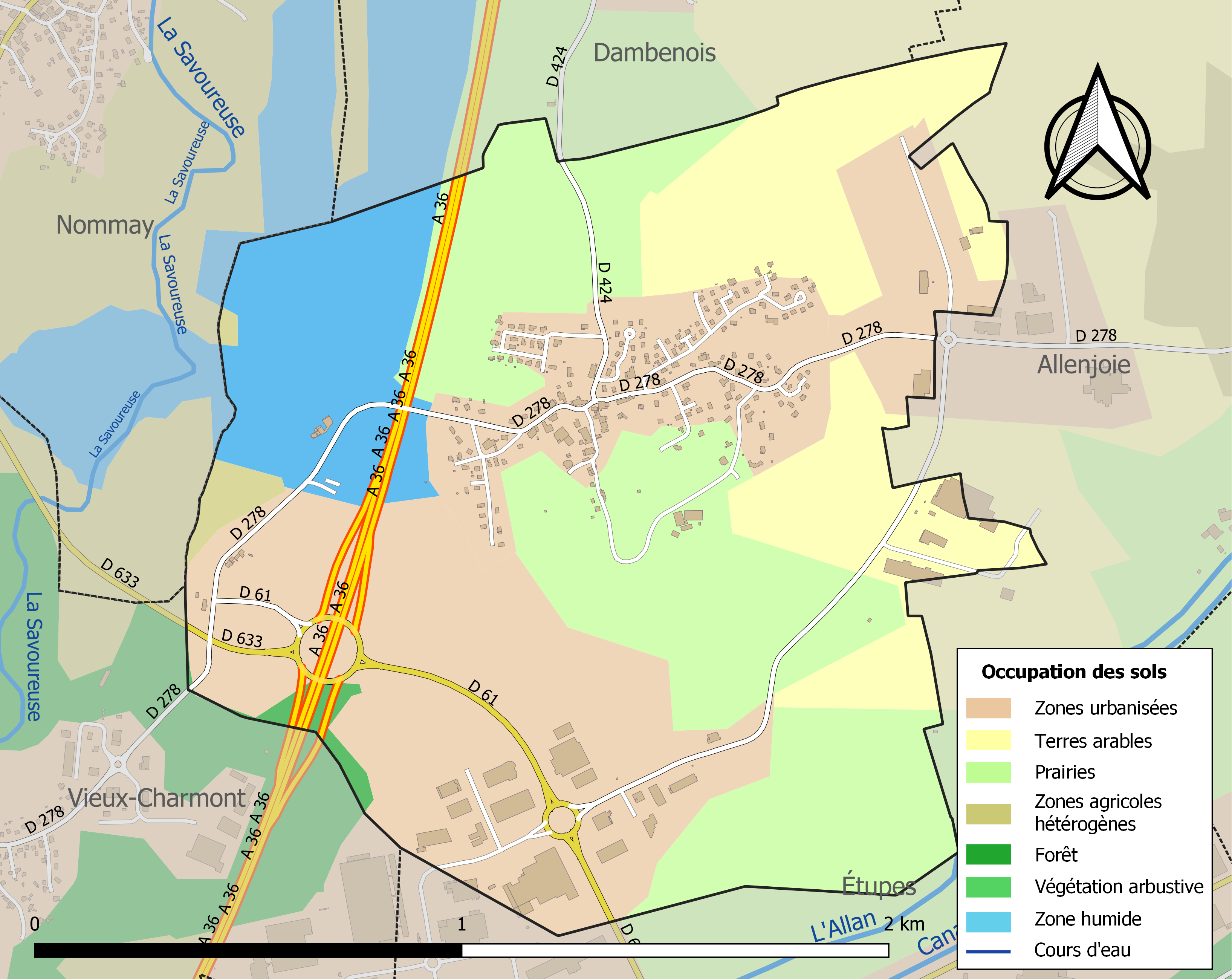
Carte des infrastructures et de l'occupation des sols de la commune en 2018 (CLC).

## Toponymie
Brognar en 1130 ; Brunval en 1145, 1181, 1189 ; Brunart en 1150 ; Broignart en 1190 ; Brognart en 1328 ; Brognard en 1329 ; Broingnart au XVe siècle ; Brugnard en 1543 ; Broingnard en 1593 ; Brignard en 1748 ; Broignard depuis 1751.

## Histoire
Brognard appartenait au comté de Montbéliard qui fut rattaché à la France en 1793.

## Politique et administration
| Période                                  | Période  | Identité               | Étiquette | Qualité              |
| ---------------------------------------- | -------- | ---------------------- | --------- | -------------------- |
| 1995                                     |          | Jean Besançon          |           |                      |
| mars 2001                                | 2014     | Michel Kipfer          |           |                      |
| 2014                                     | mai 2020 | Marie-Christine Brandt | SE        | Fonctionnaire        |
| mai 2020                                 | En cours | Gladys Bainier         |           | Employée de commerce |
| Les données manquantes sont à compléter. |          |                        |           |                      |

## Démographie
Ses habitants sont appelés les Brognardais et ont pour surnom les Renards.
L'évolution du nombre d'habitants est connue à travers les recensements de la population effectués dans la commune depuis 1793. Pour les communes de moins de 10 000 habitants, une enquête de recensement portant sur toute la population est réalisée tous les cinq ans, les populations de référence des années intermédiaires étant quant à elles estimées par interpolation ou extrapolation. Pour la commune, le premier recensement exhaustif entrant dans le cadre du nouveau dispositif a été réalisé en 2004.

En 2022, la commune comptait 477 habitants, en évolution de −0,83 % par rapport à 2016 (Doubs : +1,88 %, France hors Mayotte : +2,11 %).
| 1793 | 1800 | 1806 | 1821 | 1831 | 1836 | 1841 | 1846 | 1851 |
| ---- | ---- | ---- | ---- | ---- | ---- | ---- | ---- | ---- |
| 132  | 140  | 155  | 156  | 192  | 207  | 201  | 209  | 204  |

| 1856 | 1861 | 1866 | 1872 | 1876 | 1881 | 1886 | 1891 | 1896 |
| ---- | ---- | ---- | ---- | ---- | ---- | ---- | ---- | ---- |
| 178  | 159  | 182  | 162  | 198  | 178  | 188  | 185  | 163  |

| 1901 | 1906 | 1911 | 1921 | 1926 | 1931 | 1936 | 1946 | 1954 |
| ---- | ---- | ---- | ---- | ---- | ---- | ---- | ---- | ---- |
| 164  | 161  | 225  | 141  | 147  | 162  | 170  | 175  | 196  |

| 1962 | 1968 | 1975 | 1982 | 1990 | 1999 | 2004 | 2006 | 2009 |
| ---- | ---- | ---- | ---- | ---- | ---- | ---- | ---- | ---- |
| 228  | 254  | 228  | 275  | 424  | 417  | 433  | 433  | 451  |

| 2014 | 2019 | 2022 | - | - | - | - | - | - |
| ---- | ---- | ---- | - | - | - | - | - | - |
| 444  | 478  | 477  | - | - | - | - | - | - |

## Culture locale et patrimoine

### Lieux et monuments
- Étang du Pâquis ;
- Base nautique de Brognard ;
- Réserve naturelle régionale de la Basse vallée de la Savoureuse.
- Début 2017, la commune est « réputée sans clochers »[21].

### Personnalités liées à la commune
- Pierre Widmer, pasteur, né à Brognard.
- Pierre Rolinet (1922 - 2022) résistant français de l'Organisation Civile et militaire a résidé à Brognard[22].

### Héraldique
| Blason de Brognard | Blason  | D'azur aux trois tours d'or.                     |
| Blason de Brognard | Détails | Le statut officiel du blason reste à déterminer. |